# Pierre aux Loups

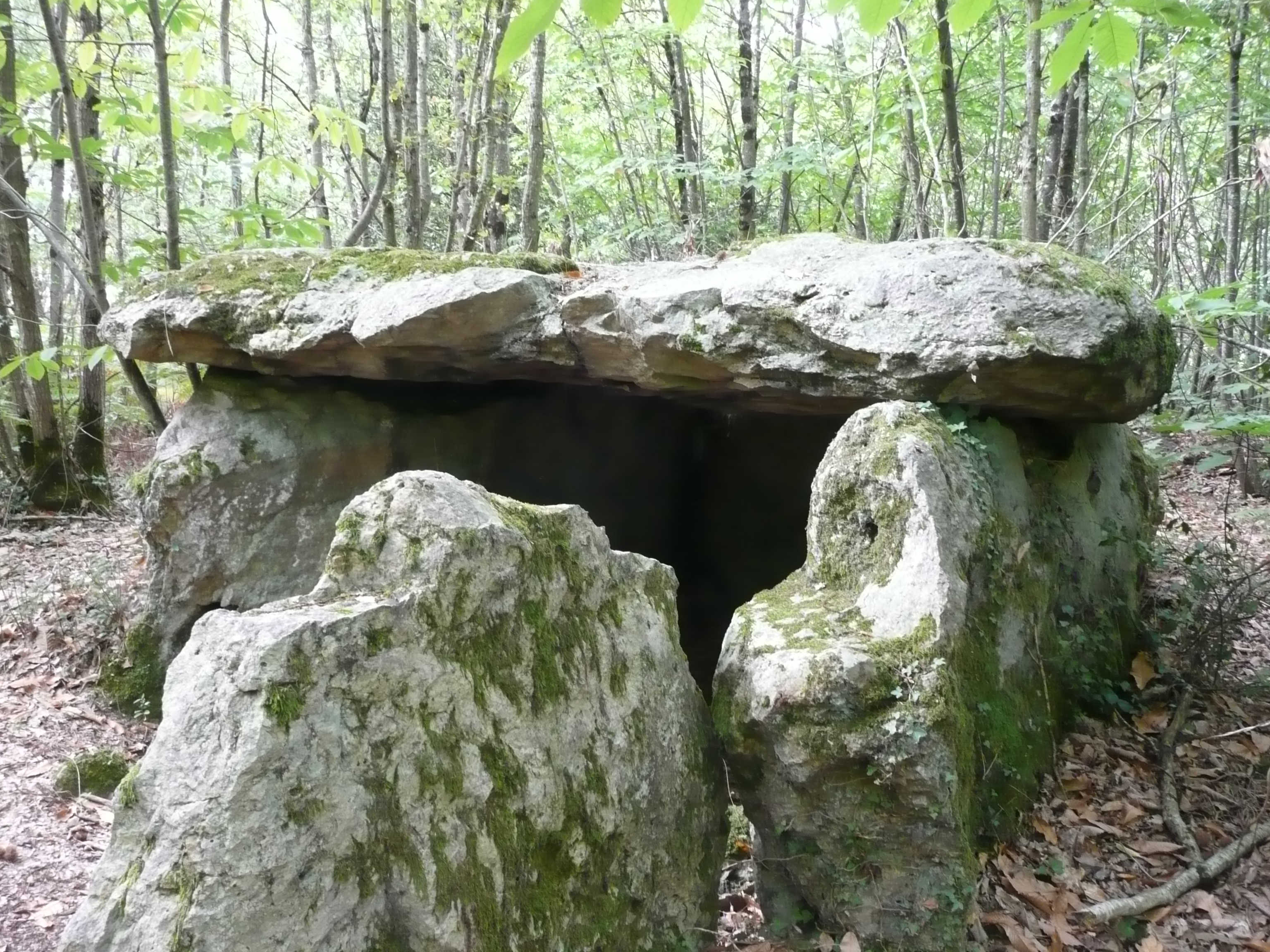
Dolmen de la Pierre aux Loups

Die Allée couverte de la Pierre aux Loups (auch Dolmen Pierre au Loup genannt –  deutsch „Stein der Wölfe“) befindet sich im Osten der Stadt Seiches-sur-le-Loir im Département Maine-et-Loire in der Region Pays de la Loire, in Frankreich. Ein namensgleicher Dolmen liegt in Joué-du-Bois im Département Orne. Dolmen ist in Frankreich der Oberbegriff für Megalithanlagen aller Art (siehe: Französische Nomenklatur).
Die Kammer des Dolmen vom Typ Angevin ist gut erhalten. Der etwa vier Meter lange Deckstein liegt auf drei Tragsteinen auf. Vom zugehörigen Gang ist nur mehr ein Stein erhalten. Auch die Eindeckung durch einen Stein- oder Erdhügel ist völlig abgetragen. Es gibt in Frankreich mehrere Anlagen oder Megalithen mit dem Namensteil „aux oder de-Loup(s)“ (z. B. der Dolmen de la Roche-aux-Loups, der „Table du Loup“ oder der Menhir la „Roche aux Loups“).

Pierre aux Loups
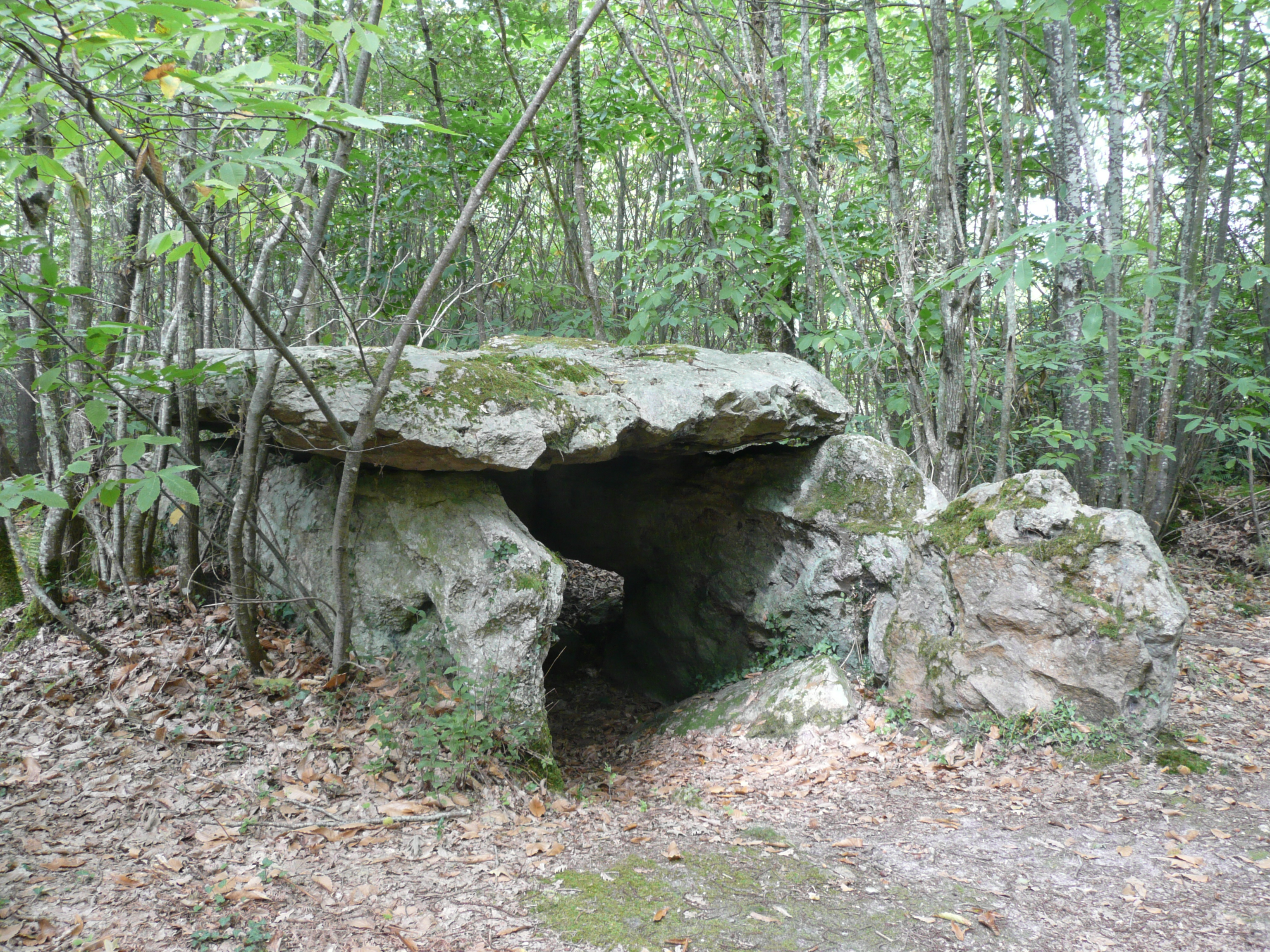
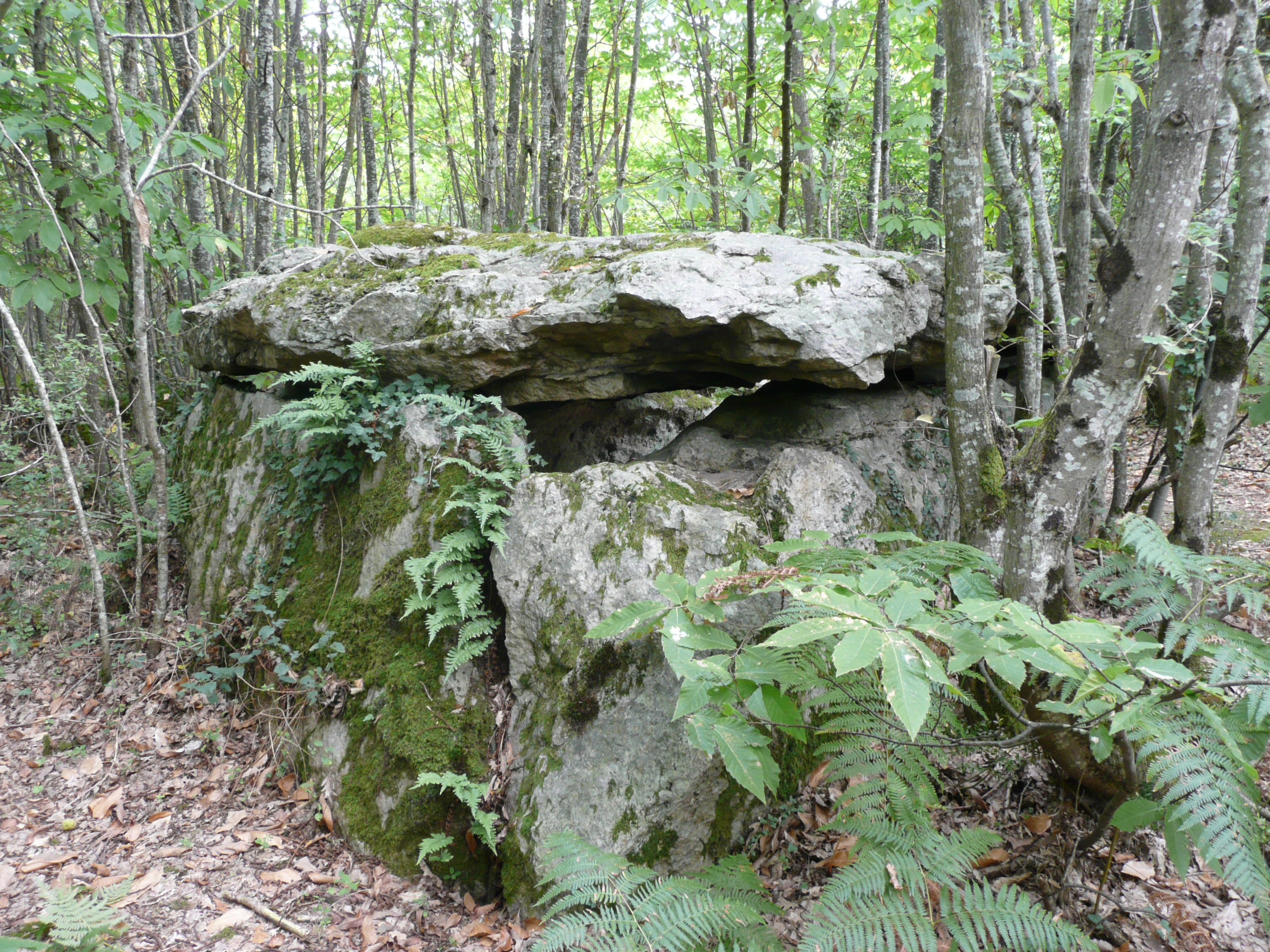
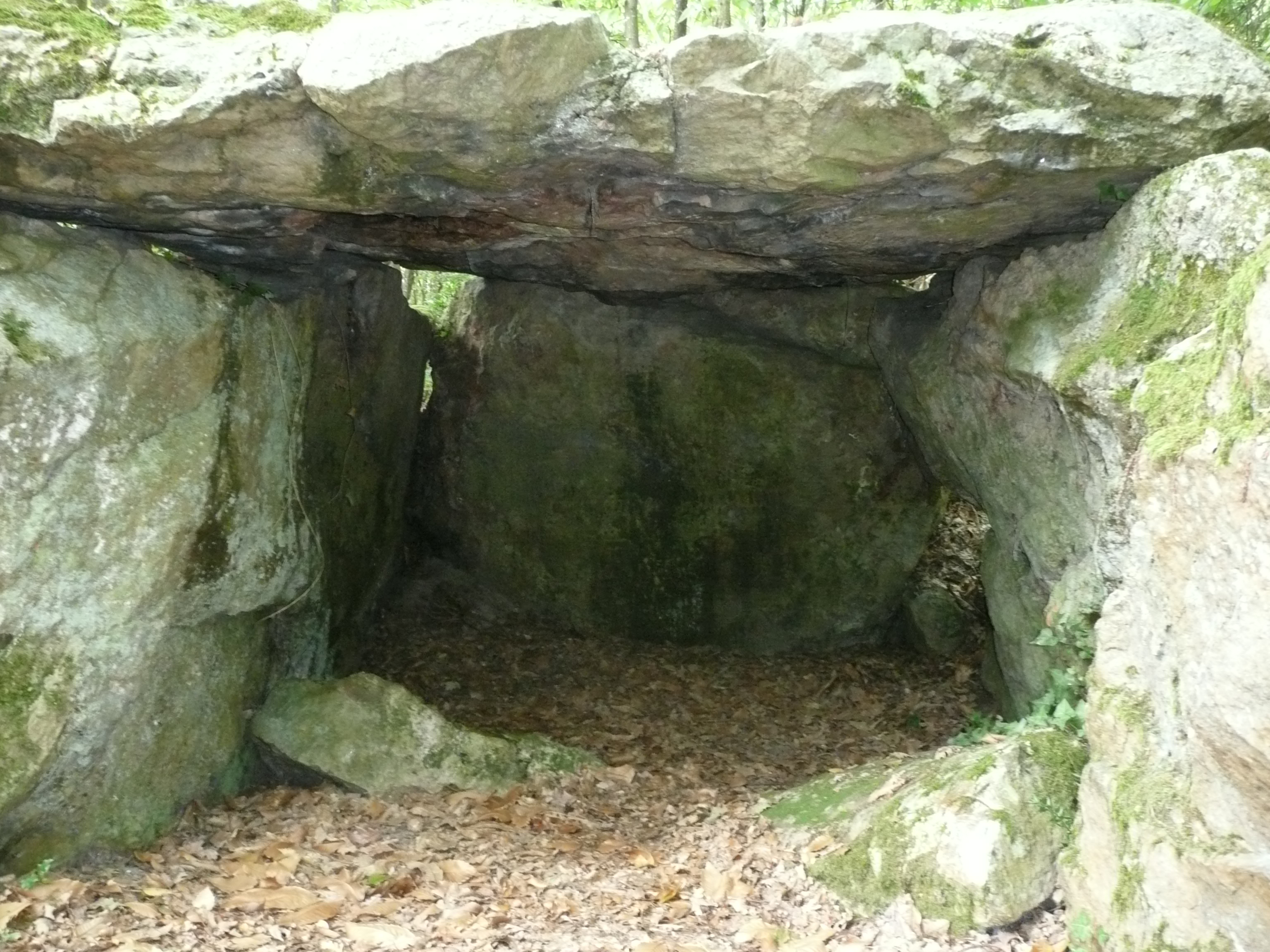

Es ist überliefert, dass der Dolmen Pierre au Loup um 1830 das Haus einer Prostituierten war.
In der Nähe liegt der Dolmen du Bois de la Pidoucière.